# Renumeración de las carreteras de Puerto Rico de 1953
En 1953, el Departamento de Transportación y Obras Públicas (DTOP) de Puerto Rico implementó una nueva numeración de sus carreteras insulares. Antes de 1953, las rutas se numeraban en el rango del 1 hasta poco más de 100 y se distribuían aleatoriamente en toda la isla, lo que hacía que varios caminos tuvieran una longitud extensa. La numeración actual aumentó el rango del 1 al 999, causando una disminución en la longitud de muchas vías. Este nuevo rango sigue un patrón de cuadrícula para las carreteras entre 100 y 999, causando un aumento en sus números de oeste a este. Aunque las rutas PR-1, PR-2 y PR-3 tuvieron cambios notables en algunos de sus segmentos, son las únicas vías que mantuvieron sus números intactos debido a su importancia interregional.

## Historia
Las primeras rutas principales en Puerto Rico fueron construidas por el Gobierno de España. Para 1898, cuando España cedió Puerto Rico a los Estados Unidos, se habían construido 275 kilómetros (171 millas) de carreteras. Se agregaron 615 kilómetros (382 millas) de 1898 a 1908, 300 kilómetros (186 millas) de 1908 a 1918 y 483 kilómetros (300 millas) de 1918 a 1927. En marzo de 1928, había 12 distritos y algunas vías, en particular las carreteras numeradas 1, 2 y 3, pasaban por múltiples distritos. Algunas de las vías dentro de los 12 distritos eran:
| Distritos | Números de rutas    | Notas |
| --------- | ------------------- | ----- |
| 1         | 1, 3                |       |
| 2         | 1, 2, 3, 16         |       |
| 3         | 2, 13, 27           |       |
| 4         | 3, 4, Salinas-Cayey |       |
| 5         | 2, 6, 13, 33, 34    |       |
| 6         | 6, 15, 17           |       |
| 7         | 1, 9, 10, 15        |       |
| 8         | 3, 5, 7, 28         |       |
| 9         | 2, 9, 10, 24        |       |
| 10        | 2, 8, 11, Guajataca |       |
| 11        | 2, 11, 20           |       |
| 12        | 8, 13               |       |

## Lista de rutas
La siguiente lista se enfoca en las antiguas carreteras insulares y las actuales rutas estatales que realizan o sustituyen su recorrido original. Para ver en detalle las vías posteriores a la renumeración, acceda a la lista de carreteras de Puerto Rico.
| Número antiguo | Longitud            | Terminal sur u oeste           | Terminal norte o este            | Número(s) actual(es)                                                   | Notas |
| -------------- | ------------------- | ------------------------------ | -------------------------------- | ---------------------------------------------------------------------- | --- |
| Ruta 1         | 136,7 km (84,9 mi)  | Barrio Playa en Ponce          | La Fortaleza en San Juan         | PR-123, PR-14, PR-1, PR-25                                             | Carretera Central. Partes de las carreteras PR-14R, PR-735, PR-798, PR-8834, PR-873 y PR-8838 pertenecen a segmentos originales de esta ruta. |
| Ruta 2         | 261,2 km (162,3 mi) | Ruta 6 en Ponce                | Ruta 1 en San Juan               | PR-132, PR-2, PR-115, PR-23, PR-1, PR-39                               | Partes de las carreteras PR-127, PR-121, PR-102, PR-114, PR-239 (antigua carretera PR-2R), PR-104, PR-439, PR-4439, PR-1107 (antigua carretera PR-111), PR-460, PR-469, PR-112, PR-113, PR-479, PR-484, PR-4491, PR-119, PR-4490, PR-660, PR-681, PR-6681, PR-662, PR-669, PR-670, PR-155, PR-160, PR-676, PR-680, PR-165, PR-8865, PR-864, PR-855, PR-41 y PR-42 pertenecen a segmentos originales de esta ruta. |
| Ruta 3         | 199,7 km (124,1 mi) | Ruta 1 en Ponce                | Ruta 1 en San Juan               | PR-133, PR-1, PR-3                                                     | Partes de las carreteras PR-578, PR-5507, PR-178, PR-182, PR-9910, PR-979, PR-194, PR-940, PR-193, PR-955, PR-187, PR-187R, PR-958, PR-9958, PR-9959, PR-874, PR-887 y PR-47 pertenecen a segmentos originales de esta ruta. |
| Ruta 4         | 26 km (16,2 mi)     | Ruta 3 en Guayama              | Ruta 1 en Cayey                  | PR-15                                                                  | |
| Ruta 5         | —                   | Ruta 22 en Comerío             | Ruta 3 en Humacao                | PR-156, PR-189, PR-198                                                 | Las carreteras PR-7156 y PR-768 pertenecen a segmentos originales de esta ruta. |
| Ruta 6         | 81,8 km (50,8 mi)   | Ruta 1 en Ponce                | Ruta 2 en Arecibo                | PR-123, PR-10                                                          | Las carreteras PR-6609 y PR-6109 pertenecen a un segmento original de esta ruta. |
| Ruta 7         | 22 km (13,7 mi)     | Ruta 1 en Caguas               | Ruta 5 en Las Piedras            | PR-183                                                                 | Partes de las carreteras PR-9931, PR-181 y PR-980 pertenecen a segmentos originales de esta ruta. |
| Ruta 8         | 82,4 km (51,2 mi)   | Ruta 2 en Aguadilla            | Ruta 6 en Adjuntas               | PR-111, PR-128, PR-135                                                 | Partes de las carreteras PR-1107 (antigua carretera PR-111), PR-4443, PR-125, PR-125R, PR-4111 y PR-1111 pertenecen a segmentos originales de esta ruta. |
| Ruta 9         | 43,5 km (27,0 mi)   | Ruta 15 en Barranquitas        | Ruta 2 en Bayamón                | PR-156, PR-167                                                         | La carretera PR-839 pertenece a un tramo original de esta ruta. |
| Ruta 10        | —                   | Ruta 1 en Coamo                | Ruta 2 en Dorado                 | PR-155, PR-568, PR-159, PR-165                                         | Partes de las carreteras PR-5155, PR-891 y PR-165R pertenecen a segmentos originales de esta ruta. |
| Ruta 11        | 67,4 km (41,9 mi)   | Ruta 1 en Juana Díaz           | Ruta 2 en Manatí                 | PR-149                                                                 | Partes de las carreteras PR-570, PR-519, PR-5550, PR-550, PR-589, PR-149R, PR-146 y PR-6685 pertenecen a segmentos originales de esta ruta. |
| Ruta 12        | —                   | Ruta 3 en Patillas             | Ruta 7 en San Lorenzo            | PR-181                                                                 | Una parte de la carretera PR-183 pertenece a un segmento original de esta ruta. |
| Ruta 13        | 33,6 km (20,9 mi)   | Ruta 8 en Lares                | Ruta 2 en Arecibo                | PR-111, PR-129                                                         | Partes de las carreteras PR-1111 y PR-134 pertenecen a segmentos originales de esta ruta. |
| Ruta 14        | —                   | Ruta 35 en Mayagüez            | Ruta 16 en Maricao               | PR-106, PR-120, PR-105                                                 | |
| Ruta 15        | 60,6 km (37,7 mi)   | Ruta 6 en Adjuntas             | Ruta 1 en Aibonito               | PR-143, PR-140, PR-144, PR-141, PR-533, PR-157, PR-155, PR-156, PR-162 | Esta carretera estaba dividida en dos tramos a la altura de la ruta 11 en Ciales. La parte norte de la carretera PR-5155 pertenece a un segmento original de esta ruta. |
| Ruta 16        | 35,4 km (22,0 mi)   | Ruta 2 en Yauco                | Ruta 8 en Lares                  | PR-128                                                                 | Partes de las carreteras PR-375, PR-371 y PR-3372 pertenecen a un segmento original de esta ruta. |
| Ruta 17        | —                   | Ruta 13 en Lares               | Ruta 15 en Jayuya                | PR-111, PR-140                                                         | Esta carretera estaba dividida en dos tramos a la altura de la ruta 6 en Utuado. La carretera PR-6111 pertenece a un segmento original de esta ruta. |
| Ruta 18        | 17,7 km (11,0 mi)   | Ruta 19 en Cabo Rojo           | Ruta 2 en Cabo Rojo              | PR-307, PR-308, PR-103, PR-102                                         | |
| Ruta 19        | 10 km (6,2 mi)      | Barrio Boquerón en Cabo Rojo   | Ruta 39 en Lajas                 | PR-101                                                                 | |
| Ruta 20        | 38,6 km (24,0 mi)   | Ruta 11 en Ciales              | Ruta 9 en Naranjito              | PR-633, PR-155, PR-159, PR-164                                         | Esta carretera estaba dividida en dos tramos a la altura de la ruta 10 en Corozal: uno de Ciales a la parte oeste de Corozal y el otro desde el este de Corozal hasta Naranjito. Partes de las carreteras PR-6633 y PR-149 pertenecen a un segmento original de esta ruta. |
| Ruta 21        | 4 km (2,5 mi)       | Baños de Coamo en Coamo        | Ruta 1 en Coamo                  | PR-546, PR-153                                                         | |
| Ruta 22        | 22,5 km (14,0 mi)   | Ruta 9 en Comerío              | Ruta 1 en Cidra                  | PR-172, PR-787                                                         | Partes de las carreteras PR-7167, PR-781 y PR-156 pertenecen a un segmento original de esta ruta. |
| Ruta 23        | —                   | Ruta 5 en Gurabo               | Ruta 3 en San Juan               | PR-181                                                                 | Las carreteras PR-943, PR-876 y PR-877 pertenecen a segmentos originales de esta ruta. |
| Ruta 24        | 7,2 km (4,5 mi)     | Ruta 2 en Bayamón              | Barrio Pueblo en Cataño          | PR-5                                                                   | La carretera PR-890 pertenece a un segmento original de esta ruta. |
| Ruta 25        | 13,6 km (8,5 mi)    | Ruta 1 en Guaynabo             | Ruta 24 en Cataño                | PR-20, PR-165                                                          | Esta carretera estaba dividida en dos tramos a la altura de la ruta 2 en el área de San Patricio. Las carreteras PR-169, PR-19 y PR-24 pertenecen a segmentos originales de esta ruta. |
| Ruta 26        | —                   | Ruta 17 en Utuado              | Ruta 2 en Barceloneta            | PR-140                                                                 | |
| Ruta 27        | 26 km (16,2 mi)     | Ruta 2 en Mayagüez             | Ruta 14 en Maricao               | PR-105                                                                 | |
| Ruta 28        | 24,5 km (15,2 mi)   | Ruta 5 en Juncos               | Ruta 3 en Naguabo                | PR-31, PR-192                                                          | |
| Ruta 29        | 7,4 km (4,6 mi)     | Ruta 18 en Cabo Rojo           | Ruta 2 en San Germán             | PR-102, PR-317                                                         | |
| Ruta 30        | 11,2 km (7 mi)      | Ruta 20 en Morovis             | Ruta 2 en Vega Baja              | PR-155                                                                 | |
| Ruta 31        | —                   | Ruta 1 en Aibonito             | Ruta 9 en Comerío                | PR-173, PR-775, PR-740                                                 | La carretera PR-727 pertenece a un segmento original de esta ruta. |
| Ruta 32        | —                   | Ruta 3 en San Juan             | Ruta 1 en San Juan               | PR-27, PR-36                                                           | |
| Ruta 33        | —                   | Ruta 13 en Hatillo             | Ruta 2 en Hatillo                | PR-130                                                                 | |
| Ruta 34        | —                   | Ruta 8 en San Sebastián        | Ruta 2 en Camuy                  | PR-119                                                                 | |
| Ruta 35        | 41,8 km (26,0 mi)   | Ruta 2 en Mayagüez             | Ruta 8 en San Sebastián          | PR-106, PR-119                                                         | Antiguo segmento de la ruta 13 |
| Ruta 36        | 23,9 km (14,9 mi)   | Ruta 2 en Guayanilla           | Ruta 2 en Ponce                  | PR-127, PR-2, PR-2R                                                    | Las carreteras PR-591 y PR-5549 pertenecen a segmentos originales de esta ruta. |
| Ruta 37        | —                   | Ruta 18 en Cabo Rojo           | Ruta 2 en Mayagüez               | PR-102                                                                 | |
| Ruta 38        | —                   | Ruta 69 en Vieques             | Barrio Puerto Diablo en Vieques  | PR-200                                                                 | |
| Ruta 39        | 33 km (20,5 mi)     | Ruta 2 en San Germán           | Ruta 2 en Yauco                  | PR-101, PR-116                                                         | Las carreteras PR-320, PR-315, PR-3116, PR-4116 y PR-326 (antigua carretera PR-116R) pertenecen a segmentos originales de esta ruta. |
| Ruta 40        | —                   | Ruta 2 en Añasco               | Ruta 8 en San Sebastián          | PR-109                                                                 | |
| Ruta 41        | 6,5 km (4 mi)       | Ruta 1 en San Juan             | Ruta 1 en San Juan               | PR-35                                                                  | Las carreteras PR-1 y PR-16 pertenecen a un segmento original de esta ruta. |
| Ruta 42        | 11,2 km (7 mi)      | Ruta 10 en Toa Alta            | Ruta 9 en Bayamón                | PR-861                                                                 | |
| Ruta 43        | —                   | Ruta 5 en Juncos               | Ruta 3 en Canóvanas              | PR-185                                                                 | La carretera PR-952 pertenece a un segmento original de esta ruta. |
| Ruta 44        | —                   | Ruta 3 en Canóvanas            | Ruta 3 en Río Grande             | PR-951, PR-187                                                         | |
| Ruta 45        | —                   | Ruta 46 en San Juan            | Ruta 2 en San Juan               | PR-18, PR-41                                                           | |
| Ruta 46        | 5 km (3,1 mi)       | Ruta 25 en San Juan            | Ruta 1 en San Juan               | PR-21                                                                  | |
| Ruta 47        | —                   | Ruta 3 en Salinas              | Ruta 1 en Cayey                  | PR-1, PR-170                                                           | |
| Ruta 48        | —                   | Ruta 47 en Aibonito            | Ruta 1 en Aibonito               | PR-162                                                                 | |
| Ruta 49        | —                   | Ruta 1 en Cayey                | Ruta 22 en Cidra                 | PR-171                                                                 | La carretera PR-7731 pertenece a un segmento original de esta ruta. |
| Ruta 50        | —                   | Ruta 2 en Mayagüez             | Ruta 2 en San Germán             | PR-348, PR-119                                                         | Partes de las carreteras PR-2, PR-360 y PR-347 pertenecen a un segmento original de esta ruta. |
| Ruta 51        | —                   | Ruta 1 en Ponce                | Ruta 15 en Jayuya                | PR-139, PR-143                                                         | La carretera PR-139R pertenece a un segmento original de esta ruta. |
| Ruta 52        | —                   | Ruta 2 en Toa Baja             | Playa de Sardinera en Dorado     | PR-165, PR-6165, PR-693, PR-697                                        | La carretera PR-854 pertenece a un segmento original de esta ruta. |
| Ruta 53        | —                   | Ruta 2 en Dorado               | Ruta 52 en Dorado                | PR-693                                                                 | |
| Ruta 54        | —                   | Ruta 20 en Morovis             | Ruta 2 en Vega Baja              | PR-160                                                                 | |
| Ruta 55        | —                   | Ruta 2 en Arecibo              | Ruta 96 en Barceloneta           | PR-681                                                                 | |
| Ruta 56        | —                   | Ruta 39 en Lajas               | Ruta 2 en Sabana Grande          | PR-117                                                                 | |
| Ruta 57        | —                   | Ruta 3 en Carolina             | Ruta 1 en San Juan               | PR-26                                                                  | Partes de las carreteras PR-8887, PR-190 y PR-37 pertenecen a segmentos originales de esta ruta. |
| Ruta 58        | —                   | Ruta 43 en Carolina            | Ruta 3 en Carolina               | PR-853                                                                 | |
| Ruta 60        | —                   | Ruta 3 en Ceiba                | Barrio Machos en Ceiba           | Antigua carretera PR-980                                               | Base naval Roosevelt Roads |
| Ruta 61        | 6,6 km (4,1 mi)     | Ruta 3 en Juana Díaz           | Ruta 1 en Juana Díaz             | PR-149                                                                 | La carretera PR-592 pertenece a un segmento original de esta ruta. |
| Ruta 62        | —                   | Ruta 4 en Guayama              | Ruta 1 en Cidra                  | PR-179, PR-184                                                         | La carretera PR-7736 pertenece a un segmento original de esta ruta. |
| Ruta 63        | —                   | Ruta 5 en Aguas Buenas         | Ruta 2 en Bayamón                | PR-174                                                                 | Una parte de la carretera PR-5 pertenece a un segmento original de esta ruta. |
| Ruta 64        | —                   | Ruta 8 en Adjuntas             | Ruta 13 en Lares                 | PR-129                                                                 | |
| Ruta 65        | —                   | Ruta 11 en Villalba            | Ruta 10 en Orocovis              | PR-150, PR-151, PR-143                                                 | |
| Ruta 67        | —                   | Ruta 23 en Trujillo Alto       | Ruta 23 en Trujillo Alto         | PR-175, PR-846                                                         | |
| Ruta 68        | —                   | Ruta 34 en Camuy               | Ruta 2 en Quebradillas           | PR-113                                                                 | |
| Ruta 69        | —                   | Ruta 38 en Vieques             | Ruta 38 en Vieques               | PR-201                                                                 | |
| Ruta 70        | —                   | Barrio Punta Arenas en Vieques | Ruta 38 en Vieques               | PR-200                                                                 | |
| Ruta 73        | —                   | Ruta 2 en Añasco               | Ruta 40 en Añasco                | PR-402                                                                 | |
| Ruta 75        | —                   | Ruta 11 en Manatí              | Ruta 30 en Vega Baja             | PR-643                                                                 | |
| Ruta 77        | —                   | Ruta 3 en Santa Isabel         | Ruta 21 en Coamo                 | PR-153                                                                 | |
| Ruta 78        | —                   | Ruta 2 en Hormigueros          | Ruta 50 en Mayagüez              | PR-309, PR-344                                                         | |
| Ruta 80        | —                   | Ruta 2 en Peñuelas             | Ruta 8 en Adjuntas               | PR-386, PR-131                                                         | Esta carretera estaba dividida en dos tramos entre Peñuelas y Adjuntas. |
| Ruta 81        | —                   | Ruta 2 en Sabana Grande        | Ruta 27 en Maricao               | PR-120                                                                 | |
| Ruta 82        | —                   | Ruta 2 en Hormigueros          | Ruta 2 en Hormigueros            | PR-319, PR-309, PR-343                                                 | |
| Ruta 85        | —                   | Ruta 35 en Mayagüez            | Ruta 40 en Añasco                | PR-108                                                                 | |
| Ruta 92        | —                   | Ruta 35 en Las Marías          | Barrio Buena Vista en Las Marías | PR-124, PR-370                                                         | |
| Ruta 93        | —                   | Ruta 92 en Las Marías          | Ruta 8 en Lares                  | PR-124                                                                 | |
| Ruta 96        | —                   | Ruta 2 en Barceloneta          | Ruta 2 en Barceloneta            | PR-140                                                                 | La carretera PR-6140 pertenece a un segmento original de esta ruta. |
| Ruta 98        | —                   | Cerro Maravilla en Ponce       | Ruta 11 en Orocovis              | PR-577, PR-143                                                         | |
| Ruta 100       | —                   | Ruta 15 en Orocovis            | Ruta 20 en Morovis               | PR-155                                                                 | |
| Ruta 102       | —                   | Ruta 10 en Orocovis            | Ruta 15 en Barranquitas          | PR-143, PR-720                                                         | |
| Ruta 103       | —                   | Ruta 11 en Villalba            | Ruta 10 en Coamo                 | PR-150                                                                 | |
| Ruta 104       | —                   | Ruta 77 en Coamo               | Ruta 47 en Salinas               | PR-154                                                                 | |
| Ruta 107       | —                   | Ruta 31 en Cidra               | Ruta 22 en Cidra                 | PR-173                                                                 | |
| Ruta 109       | —                   | Ruta 5 en Aguas Buenas         | Ruta 1 en Guaynabo               | PR-173                                                                 | |
| Ruta 110       | —                   | Ruta 1 en Caguas               | Ruta 67 en Trujillo Alto         | PR-175                                                                 | |
| Ruta 111       | —                   | Ruta 7 en San Lorenzo          | Ruta 5 en Gurabo                 | PR-181                                                                 | |
| Ruta 112       | —                   | Ruta 28 en Naguabo             | Ruta 3 en Río Grande             | PR-191                                                                 | Bosque nacional El Yunque |

## Galería

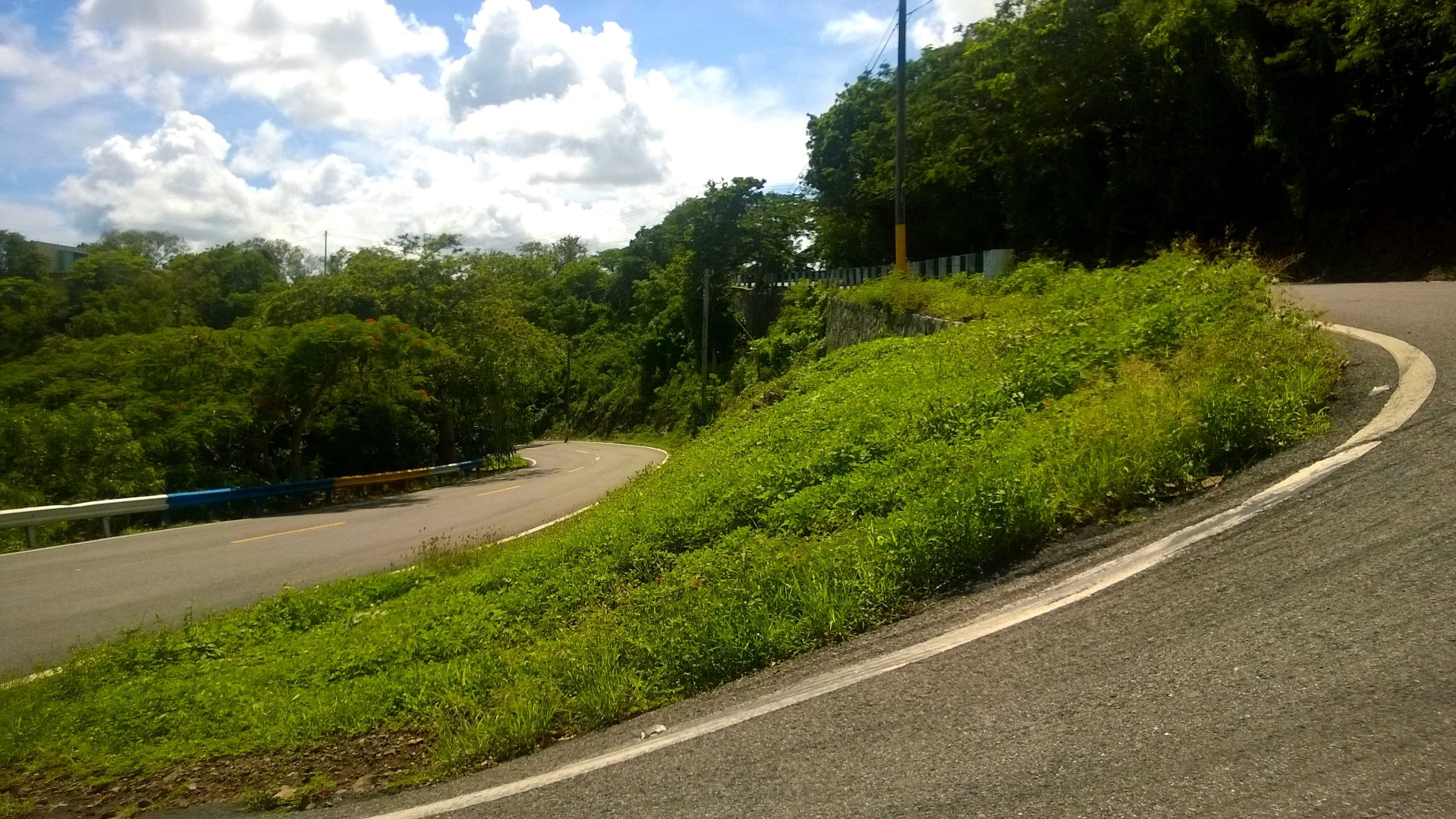
Carretera de San Juan a Ponce en Aibonito
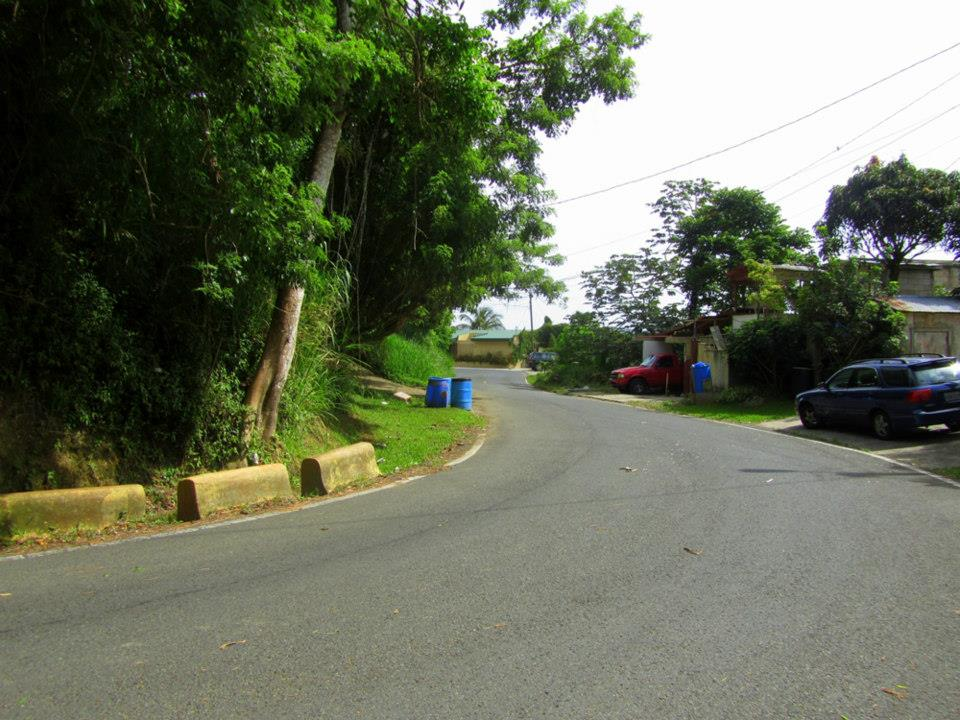
Carretera de Cayey a Guayama en Cayey
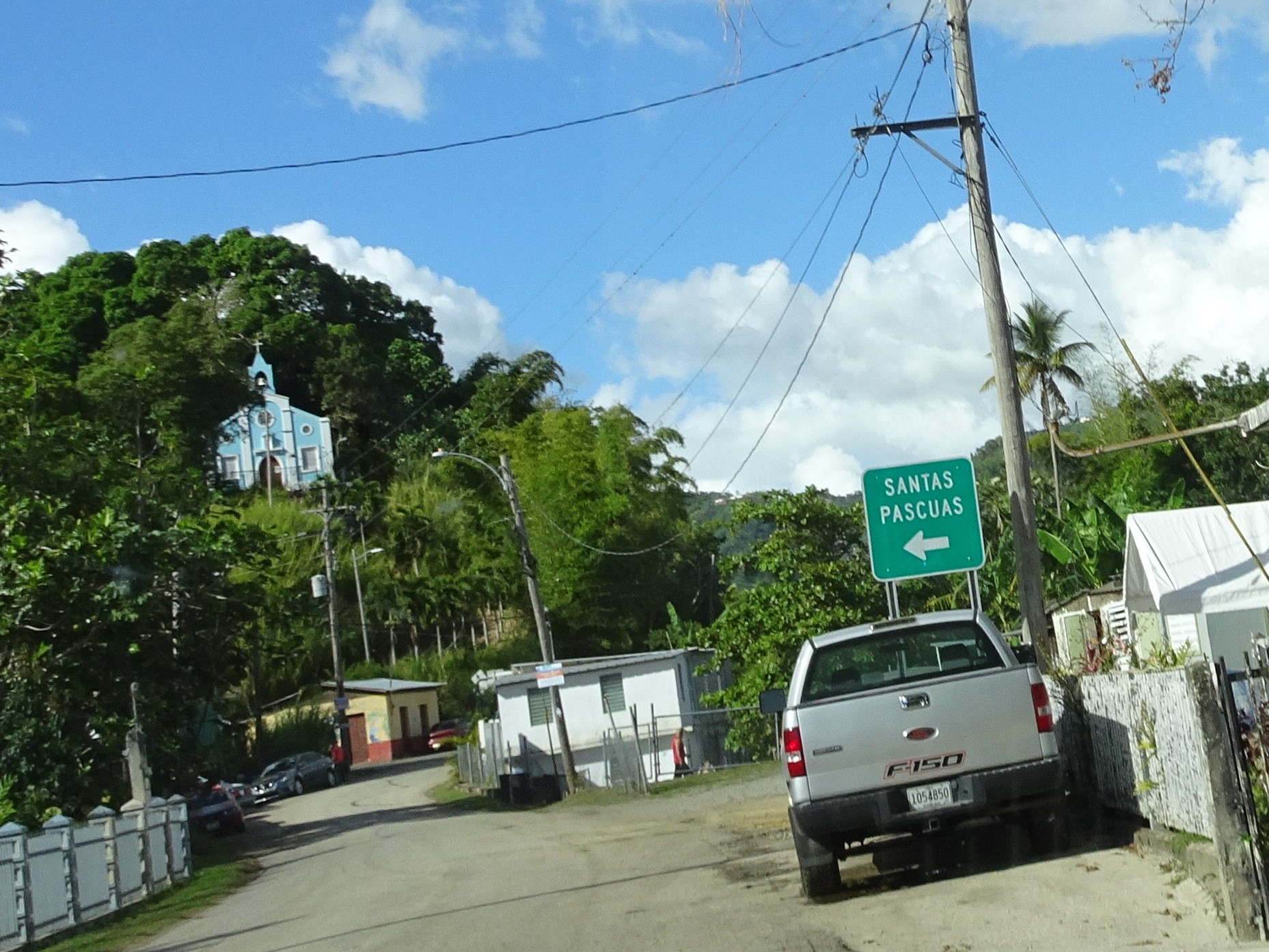
Carretera de Ponce a Arecibo en Ponce
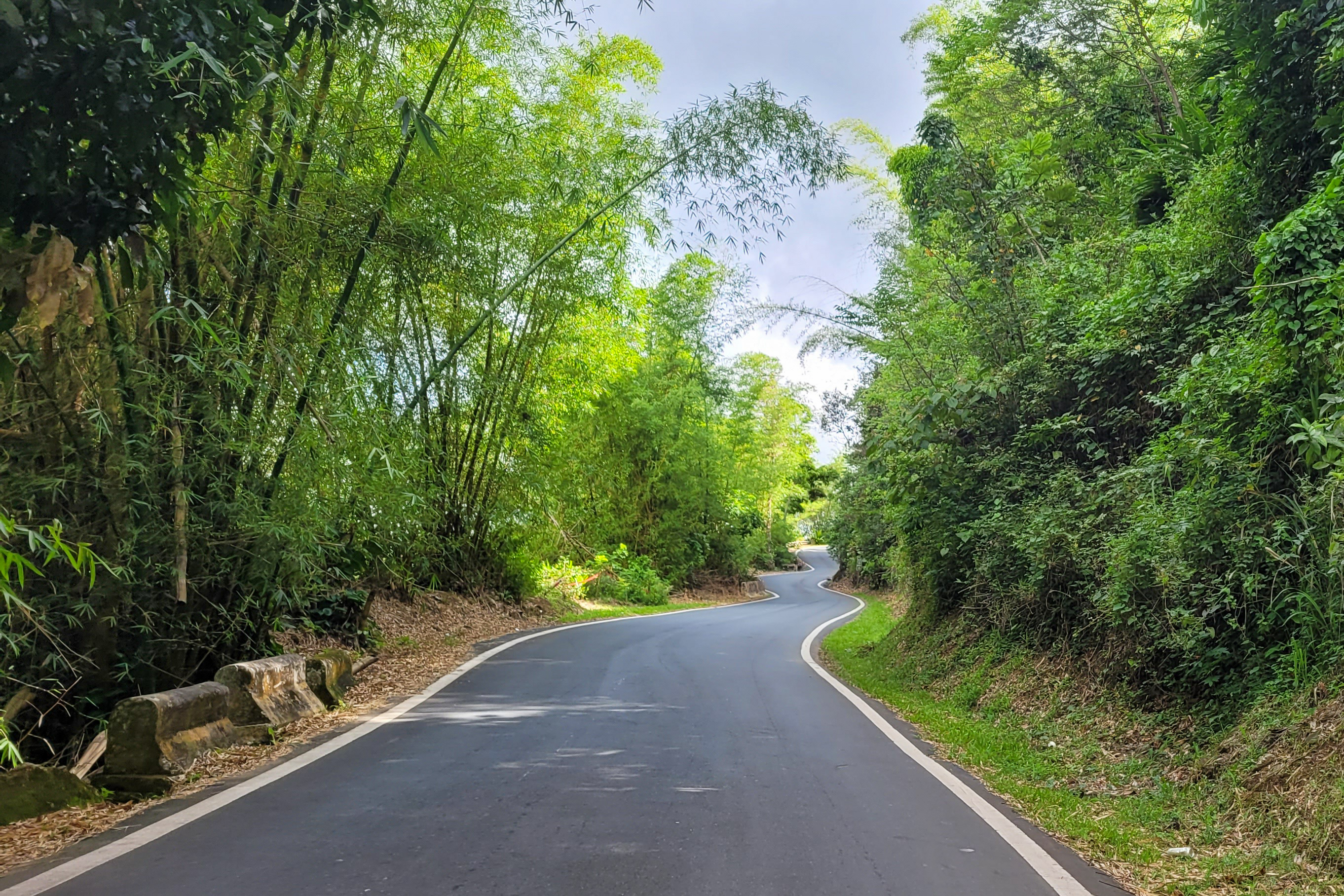
Carretera de Orocovis a Corozal en Orocovis
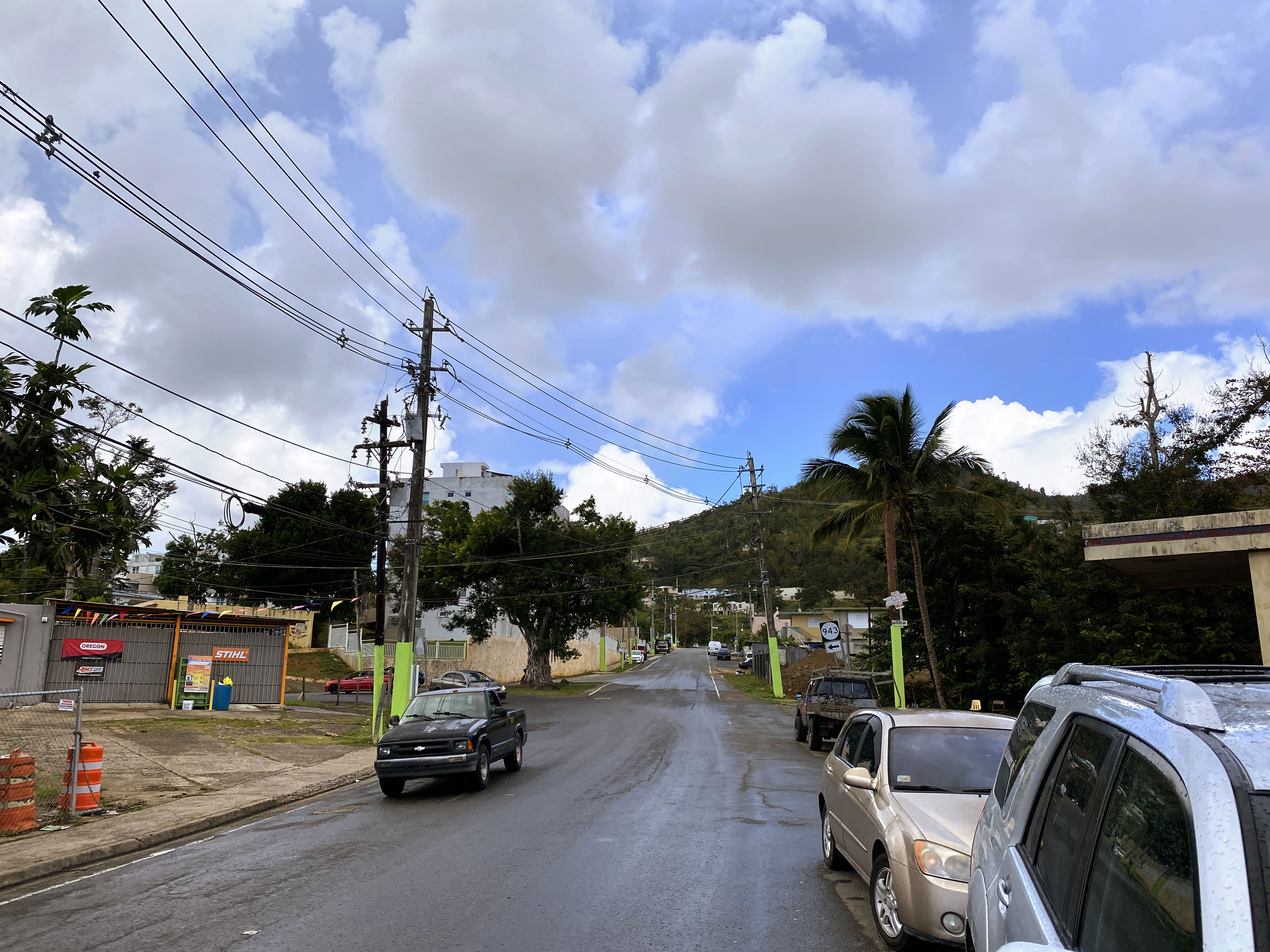
Carretera de Gurabo a San Juan en Gurabo
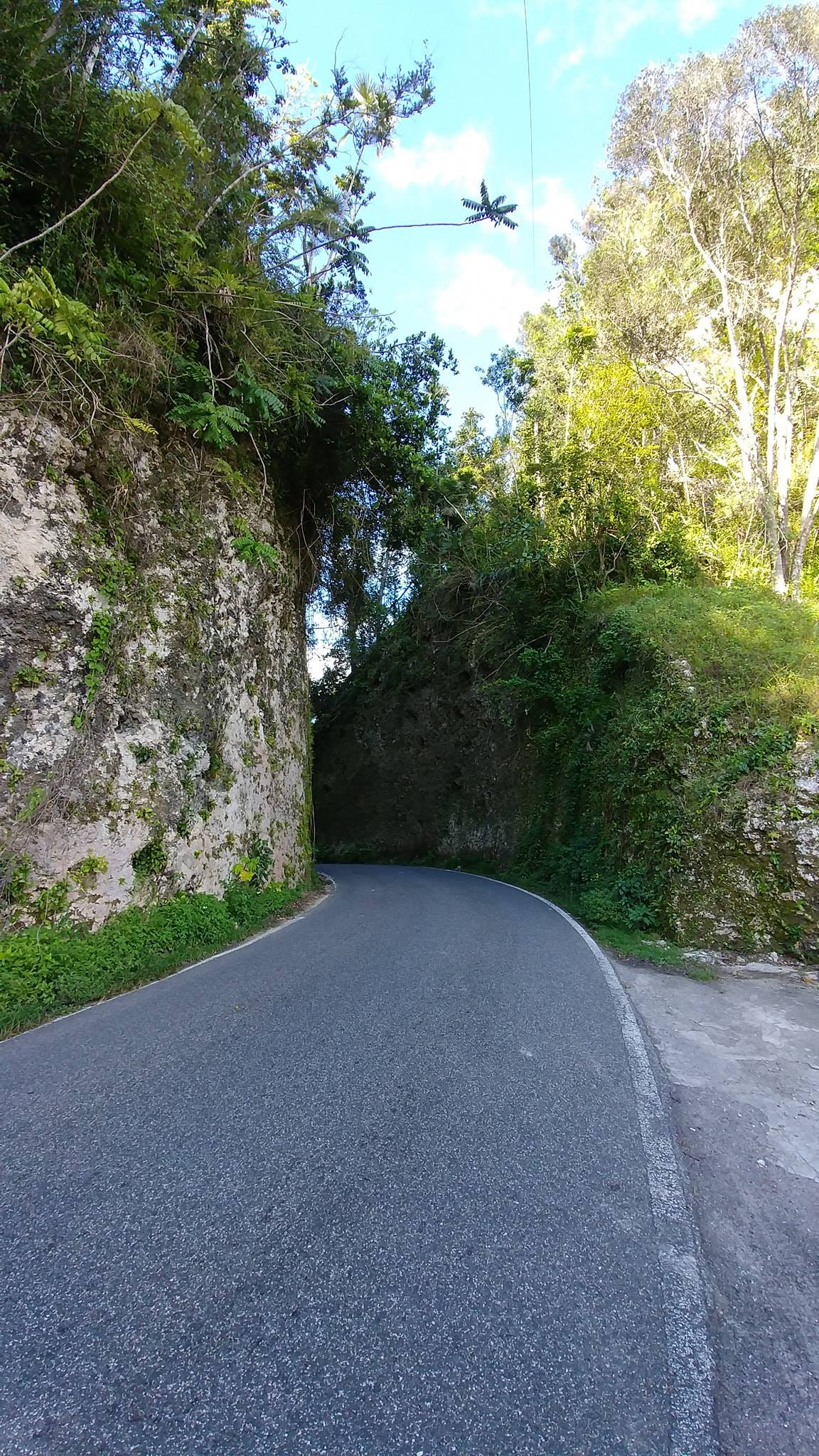
Carretera de Utuado a Barceloneta en Ciales